# Lambert de Chalon
Lambert de Chalon (décédé le 22 février 978) est comte de Chalon (956-978) et vicomte d'Autun.

## Famille
On ne connaît pas la date de naissance de Lambert, probablement dans le courant des années 920.
Ses parents sont connus. Son père est Robert († apr. 952) vicomte de Dijon, et vicomte d'Autun. Sa mère Engeltrude serait issue de la famille tenant la viguerie importante du Charolais dans le sud du comté d'Autun. La filiation précise d'Engletrude n'est pas connue, mais elle est probablement liée à la famille de Mâcon car Lietald, comte de Mâcon cite son fils, Lambert, comme "Lanbertus consanguineus meus",.
Il a deux frères :
- Rodolphe (Raoul), probablement l'aîné[6], voué à hériter des honneurs[prim. 3] paternels en Dijonnais. Il passera même du rang de vicomte à celui de comte de Dijon[prim. 4] en étant promis à une fille[prim. 5] de Gilbert de Chalon et en soutenant la politique du roi Louis IV ;
- Robert, le puîné, vicomte de Chalon sous l’autorité de son frère[prim. 6] Lambert puis de son neveu[prim. 7] Hugues.

## Biographie
Le jeune Lambert commence sa carrière auprès auprès du comte de Mâcon Lietald et de sa sœur Attale.
En 953, un conflit oppose Guillaume Tête d’Étoupe, comte de Poitiers au duc Hugues le Grand soutenu par Louis IV d'Outremer. En 954/955, à l'appel de l'évêque de Clermont, les seigneurs d'Auvergne se réunissent pour reconnaître l'autorité du comte de Poitiers. Avant mai 956, une bataille décisive a lieu à la frontière entre l'Auvergne et la province d'Autun  à Chalmoux. Lambert est à la tête de l'armée bourguignonne qui a remporté la victoire.
C'est après cette bataille qu'il porte le titre de comte. Cette accession du fils du vicomte Robert au rang comtal est motivé par trois faits :
- le changement politique à Autun, Chalon et Beaune depuis la mort du comte principal Gilbert en 956 sans héritier ;
- la réussite de Lambert en tant que chef militaire après la victoire décisive de Chalmoux ;
- son union hypergamique avec Adélaïde de Vienne[9] issue d'une famille de rang comtal.

En décembre 958 il souscrit une charte de donation par ses parents à l'abbaye de Saint-Benoît-sur-Loire.
Lambert, comte de Chalon, soutient son suzerain le duc Henri Ier lors d'un siège à Vesoul.
Il est également à l'origine de la fondation du monastère d'Orval en 973 qui deviendra le prieuré de Paray-le-Monial. C'est là qu'il sera inhumé.
Il meurt le 27 février 978. Sa veuve Adélaïde se remarie avec Geoffroy Ier Grisegonelle comte d'Anjou, qui prend le titre de comte de Chalon jusqu'à sa mort en 987. Son fils Hugues de Chalon succède à terme comme comte de Chalon et d'Autun à Geoffroy Ier Grisegonelle, † le 21 juillet 987.

## Mariage et descendance

### Débat sur la filiation de sa femme Adélaïde, et de Gerberge
La question des origines de sa femme Adélaïde d'une part, et la filiation précise de Gerberge d'autre part, compliquent l'établissement de la situation familiale de Lambert. Aussi cette section commence en citant ce qui est connu de façon certaine ou à peu près certaine. Nous savons que :
- Lambert († février 978) est marié à une Adélaïde de Vienne ; la tradition la nomme souvent Adélaïde de Chalon ;
- Ils sont tous deux parents de Hugues de Chalon[prim. 9] ;

- Hugues de Chalon fils de Lambert et d'Adélaïde, a une sœur ou une demi-sœur (non nommée) ayant épousé « le duc de Bourgogne »[12] - qui pour diverses raisons correspondrait le plus probablement au duc Eudes-Henri de Bourgogne[2] ;
- Adélaïde, une fois veuve, se remarie dans le courant de l'année 978 avec Geoffroy Grisegonelle (~938/940-† mars ou 21 juillet 987) comte d'Anjou[13],[prim. 10] ;

- Adélaïde a son dernier enfant, Maurice d'Anjou († 1012 à Saint-Martin de Tours)[prim. 11],[prim. 12],[prim. 13] vers 979[13], de son époux Geoffroy d'Anjou[prim. 14].

Nous remarquons également que :
- Gerberge (en) (~947-† 11 décembre[prim. 15] ~987/991), qui épouse le roi Aubert Ier de Lombardie) puis le duc Eudes-Henri de Bourgogne, a au moins un parent commun avec son frère ou demi-frère Hugues de Chalon sur la base[12] de sa Vita - le comte Lambert ou la comtesse Adélaïde. Parmi les sources primaires, deux autres actes[14] font bien d’Otte-Guillaume un « neveu » de Hugues de Chalon. On ne connaît ni sa date de naissance ni l'année de son décès (elle est morte[prim. 15] un 11 décembre) ; son année de naissance est estimée d'après la naissance de son fils Otte-Guillaume de Bourgogne et de Mâcon (~960/962-1026) : Gerberge serait donc née au plus tard vers 947. Toujours selon le même raisonnement[9] sa mère supposée Adélaïde serait née au plus tard vers 932. Comme elle donne naissance à Maurice d'Anjou vers 979, Adélaïde de Chalon aurait donc enfanté pour la dernière fois à l'âge de 47 ans environ. Cela est rare mais n'est pas impossible ;
- Quatre points mettent en doute la filiation de Gerberge avec Lambert. Ils étaient listés sur le site Medlands en 2021 avant mise à jour[15] :
  1. À la mort en 1039 du comte-évêque Hugues le supposé frère de Gerberge, le comté de Chalon va aux enfants de Mathilde la plus jeune sœur de Hugues - et non aux descendants de Gerberge, qui - si Gerberge était bien la sœur de Hugues et donc aînée de Mathilde - auraient dû en hériter. Ceci d'autant plus que parmi les descendants de Gerberge sont les puissants comtes palatins de Bourgogne, qui n'auraient pas manqué l'occasion de faire connaître leurs droits afin d'acquérir un comté de plus.
  2. D'après la date de la naissance de son fils Otto-Guillaume (960/62), le premier mariage de Gerberge a vraisemblablement lieu alors que son mari Adalbert et son beau-père sont encore rois d'Italie. Or ils sont en butte aux attaques d'Otto roi de Germanie, et sont donc à la recherche d'alliés assez puissants pour aider à contrecarrer ce personnage ; le mariage est l'un des moyens classiques pour acquérir de telles alliances et il est donc d'autant moins probable que le co-roi d'Italie se soit allié aux relativement obscurs comtes de Chalon.
  3. Après la mort en 978 de Lambert comte de Chalon, sa veuve se remarie avec Geoffroy Ier comte d'Anjou, qui prend le contrôle du comté de Chalon. Or aucune trace n'a été trouvée d'une quelconque réaction de la part de Eudes-Henri duc de Bourgogne, face à cette mainmise sur Chalon - ce qui aurait été sa réaction normale si sa femme Gerberge était la fille de Lambert de Chalon.
  4. Sa date de naissance estimée pose des problèmes chronologiques si elle est à la fois fille d’Adélaïde et de Lambert.  Pour les quatre points ci-dessus, la page Gerberge sur Medlands a été mise à jour début 2022 en prenant en compte de nouvelles[8] hypothèses.
- En résumé la mise au point ci-dessus laisse la porte ouverte à un premier mariage d'Adélaïde, de la famille[9] du comte palatin Hugues de Vienne, avec un une personne d'un rang social plus élevé que Lambert, fils de vicomte, justifiant[8] pour sa fille une union royale puis ducale.

### Enfants
- Citons en aparté Gerberge de Chalon, qui est donc soit la fille de Lambert ou soit plus vraisemblablement une fille d'un premier lit de sa femme Adélaïde de Vienne.

De manière plus sûre, après 956, Lambert épouse la comtesse Adélaïde (~932-~990), fille du comte Hugues de Vienne et de Willa de Thurgau et peut-être veuve. Ils ont pour enfants :
- Hugues de Chalon (972-1039), évêque d'Auxerre (999-1039) et qui devient comte de Chalon[prim. 16] à la mort de son beau-père Geoffroy Grisegonelle en 987[13] ;
- Mathilde, mariée à Geoffroy de Semur-en-Brionnais[1] : d'où la suite des comtes de Chalon avec leur fils Thibaud de Semur.

### Sources primaires
1. 1 2  Charte de décembre 958 (Saint-Benoît-sur-Loire, LII, p. 130) : "Rotbertus… vicecomes et coniunx mea Ingeltrudis" ("Robert... vicomte et ma femme Ingeltrude") donnent des biens à Saint-Benoît-sur-Loire, c'est-à-dire l'abbaye de Fleury, pour l'âme de "Ramgardis" ; la charte est soussignée par "Lanberti filii eorum, Wichardi, Ugonis, Letaldi, Waloni".
2. 1 2  Charte de l'abbaye de Cluny datée 944, dans Recueils des chartes de l'abbaye de Cluny (6 vol.), éd. A. Bernard & A. Bruel, Paris, 1876-1903, vol. I, 655, p. 609.
3. ↑  Cartulaire de Saint-Étienne de Dijon, acte n° 38 du 11 décembre 943, à Beaune, sous l'autorité de Gilbert de Chalon - "Roberti Divionensis, nostrique per omnia fidelissimi" et "S. Rodberti qui hanc precariam studuit poposcere. S. Hengeltrudis. S. Rodulfi filii praedicti Rodberti".
4. ↑  Annales Nivernenses - année 956, MGH SS XIII, p. 89.
5. ↑  Odorannus Monacus Sancti Petri Vivi Senonensis Chronicon, Vol. 142, col. 772.
6. ↑  Cartulaire de Paray, acte n°8 (non daté et à situer dans le courant des années 970) - "Rodbertus igitur, vicecomes Cabilonensis, frater domini Lamberti comitis, vir illustris ".
7. ↑  Cartulaire de Paray, acte n°185 (non daté mais à situer dans le courant des années 990).
8. ↑  D'après l'acte n°51 du Cartulaire de Fleury (Recueil des Chartes de l’Abbaye de Saint-Benoit-sur-Loire – éd. M. Prou et A. Vidiers, 2 vol., Paris, 1900, 1937). Après avoir vaincu l’ennemi à Chalmoux, Bernard et le comte Lambert, donnent à Perrecy les bénéfices tenus d’eux par un de leurs parents, tué dans le combat, Létald, oncle de Thédouin de Gourdon.
9. ↑  
Charte de mars 979 (Cluny, Tome II, 1474, p. 528) : "Hugo filius Lanberti comitis" ("Hugues fils du comte Lambert") donne une terre du "pago Cabilonensi" conjointement avec "Gausfredus comes [et]…Adeleidis uxor mea" ("comte Geoffroy [et]... ma femme Adelaïs"), avec Hugues signant "Hugonis filii eius" immédiatement après "Adeleidis".
10. ↑  Charte de 978 (Cluny, Tome II, 1444 bis, p. 755) : "Lanbertus comes [et]…Adeleydis uxor mea" ("comte Lambert [et]... Adelaidis ma femme") font ensemble donation de la "capellam beati Martini in villa Vigoseto" à Cluny.
11. ↑  
Charte de 988 (Cluny, Tome III, 1794, p. 49) : "Hugo comes" donne une propriété à Cluny "pro absolutione patris Lantberti" ("pour l'absolution de [mon] père Lambert"), nommant aussi "mater mea Adelaydis et frater meus Mauricius" ("ma mère Adélaïs et mon frère Maurice").
12. ↑  
Charte non datée (Paray-le-Monial, 5, p. 6.) : par "filius eius Hugo", souscrite comme "comitis et episcopi" suivi de "Adelaidis com, Mauricii…".
13. ↑  
Charte non datée (Paray-le-Monial 180, p. 90.) : "Cabilonensium comes domnus Hugo et mater eius Adeleidis et domnus Mauricius frater eius" donnent des biens "in villa Paion" à Paray-le-Monial.
14. ↑  Charte du 24 octobre 996 ou 12 juin 1005 (cartulaire d'Angers, 25, p. 56.) :
"Fulco comes Mauriciusque frater eius" ("comte Foulques frère de Maurice") accuse de corruption "Rainaldus Andecavorum episcopus" ("Rainald évêque d'Angers") ; la charte nomme (à propos de Foulques et Maurice) "patri eorum Goffrido" ("notre père Geoffroy").
15. 1 2  
Nécrologe de Saint-Étienne d'Auxerre :
11 décembre, mort de "Gerberga comitissa uxor Henrici ducis". Rapporté dans Histoire d’Auxerre (1850), Tome IV, p. 21.
16. ↑  Glaber (985-† apr. 1047) (Historiarum, III.6, p. 107) nomme "Hugo filius Lanberti Cabilonensis comitis" ("Hugues fils de Lambert comte de Chalon") comme l'unique fils de son père, précisant qu'il était "episcopus Autissioderi" et un opposant à "Willemus, Henrici ducis priuignus, Adalberti Longobardorum ducis filius" ((Otte-)Guillaume, fils aîné (adopté) du duc Henri, fils du duc Aubert de Lombardie).